# Lewis Machine and Tool Company

Firmenlogo

Die Lewis Machine and Tool Company ist ein US-amerikanischer Schusswaffenhersteller.
Das Unternehmen wurde 1980 von Karl R. Lewis gegründet und hat seinen Sitz in Eldridge (Iowa).

## Produkte

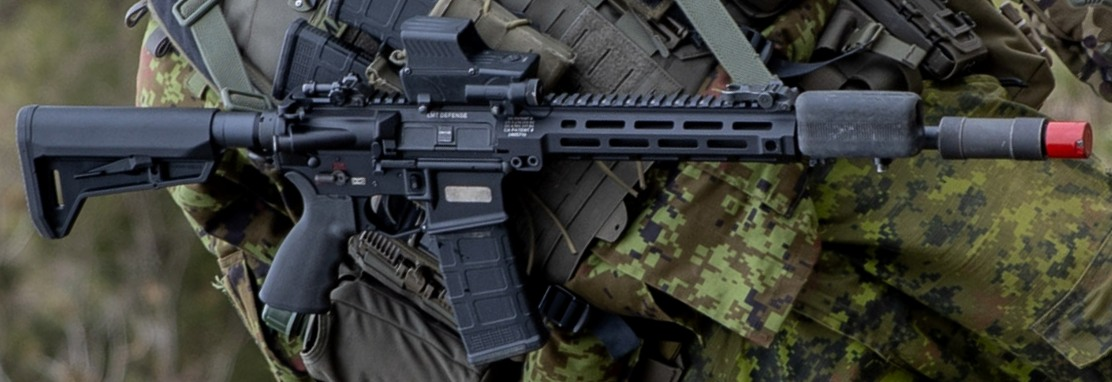
Sturmgewehr LMT Rahe R-20 der estnischen Streitkräfte (2024)

LMT liefert Waffen an die Streitkräfte von Vereinigtes Königreich, Neuseeland, Estland, Schweiz, Libanon und Vereinigte Staaten sowie an polizeiliche und zivile Kunden.